# Elle Bishop
Elle Bishop is een personage uit de televisieserie Heroes. Zij werd gespeeld door Kristen Bell en kwam voor het eerst voor in de vijfde aflevering van seizoen twee, Fight or Flight.
Ze werd geïntroduceerd als de dochter van Bob Bishop, de toenmalige leider van The Company. Tijdens de periode dat Peter Petrelli vastgehouden werd door Bob, gaf Elle hem zijn medicijnen. Ze vond hem leuk en ze kregen een "relatie".
In seizoen 3 probeert Elle Sylar ervan te overtuigen dat ze beiden hun fouten kunnen goedmaken en terug een normaal leven kunnen opbouwen. Aan het einde van seizoen 3 ziet Sylar in dat geen van beiden ooit zullen veranderen. Sylar vermoordt Elle door haar hoofd open te snijden en haar later te cremeren.